# Czerniecki
Czerniecki (Cierniecki) – polski herb szlachecki z nobilitacji.

## Opis herbu
W polu czerwonym gołąb srebrny, zrywający się do lotu, na gałązce o 7 listkach zielonych (po 3 na stronę i 1 na końcu), trzymający w dziobie takąż gałązkę.
Klejnot: trzy pióra strusie.

## Historia herbu
Nadany w 1676 Stanisławowi Czernieckiemu, sekretarzowi królewskiemu.

## Herbowni
Cierniecki – Czerniecki.